# Adam Bessa
Adam Bessa (nacido en 1992) es un actor franco-tunecino, conocido por sus papeles en producciones francesas y de Hollywood como Reda en Les Bienheureux (2017), Kawa en Mosul (2019), el soldado Yaz Kahn en Extraction (2020) y Abbas Naziri en la serie Hanna de Amazon Prime Video. Por su actuación en Harka (2022), ganó el Premio Un Certain Regard a la Mejor Interpretación en el Festival de Cine de Cannes de 2022.

## Biografía
Bessa nació en Grasse, Francia en 1992, de madre italo-tunecina y padre tunecino. Bessa habla francés, árabe, inglés e italiano.
Bessa decidió abandonar la facultad de derecho y dedicarse a su antigua pasión por el cine. Compró algunos libros sobre actuación y comenzó a aprender por sí mismo. Estudió en Jean Périmony, una escuela de teatro en París de 2011 a 2012, pero no le gustó la experiencia. Lo que proponía en los ejercicios era demasiado "cinematográfico", y le dijeron que mostraba muy poco y no era lo suficientemente expresivo, por lo que renunció y volvió a Marsella para trabajar como agente inmobiliario y luego como pescadero, su otra pasión. Tiempo después, un amigo le pidió que protagonizara un cortometraje. Hizo su debut cinematográfico en 2010 en Le Rapport Homme Femme, dirigida por Olivier André. En 2013, apareció en Les Mouettes de Claire Fontecave. En 2015, interpretó a Jason en el thriller romántico Of Sound Mind, dirigido por Simon G. Mueller.
En el 2017, interpretó a Reda en Les Bienheureux de Sofia Djama. Por su actuación en la película, fue uno de los jóvenes actores preseleccionados para competir por el Premio César al mejor actor revelación, pero no consiguió la nominación. Bessa siguió trabajando como pescadero en Marsella incluso después de protagonizar Les Bienheureux porque no quería instalarse en París, donde no se sentía bien y se estaba consumiendo. En 2019, interpretó al oficial de policía Kawa en la película de guerra estadounidense en árabe Mosul, dirigida por Matthew Michael Carnahan y basada en la Batalla de Mosul de 2016.
En 2020, interpretó al mercenario Yaz Kahn en la película de guerra estadounidense Extraction, dirigida por Sam Hargrave. Repitió su papel en la secuela de 2023, Extraction 2. En el 2021, apareció como Abbas Naziri en 5 episodios de la temporada 3 de la serie Hanna de Amazon Prime Video.
En 2022 protagonizó tres películas: Azuro dirigida por Matthieu Rozé; Le Prix du pasaje dirigida por Thierry Binisti; y el drama Harka dirigido por Lotfy Nathan, por el que ganó el Premio Un Certain Regard a la Mejor Interpretación en el Festival de Cine de Cannes de 2022 por su interpretación de Ali Hamdi, y fue nombrado como una de las Revelaciones de 2022 y preseleccionado para competir por el Premio César al actor revelación.
Bessa protagoniza Motherhood de Meryam Joobeur, una película sobre una madre y una hija en un aislado pueblo tunecino.

## Filmografía

### Largometrajes
| Año  | Título                 | Papel     | Director                 |
| ---- | ---------------------- | --------- | ------------------------ |
| 2010 | Le Rapport Homme Femme |           | Olivier André            |
| 2013 | Les Mouettes           |           | Claire Fontecave         |
| 2015 | Of Sound Mind          | Jason     | Simon G. Mueller         |
| 2017 | Les Bienheureux        | Reda      | Sofia Djama              |
| 2019 | Mosul                  | Kawa      | Matthew Michael Carnahan |
| 2020 | Extraction             | Yaz Kahn  | Sam Hargrave             |
| 2021 | Haute Couture          | Abdel     | Sylvie Ohayon            |
| 2022 | Azuro                  | Kosta     | Matthieu Rozé            |
| 2022 | Harka                  | Ali Hamdi | Lotfy Nathan             |
| 2022 | Le Prix du passage     | Walid     | Thierry Binisti          |
| 2023 | Extraction 2           | Yaz Kahn  | Sam Hargrave             |
| 2023 | Motherhood             |           | Meryam Joobeur           |

| Año  | Título                         | Papel        | Director          |
| ---- | ------------------------------ | ------------ | ----------------- |
| 2014 | La Stravaganza                 | Louis        | Vanya Chokrollahi |
| 2015 | Elles s'appellent toutes Marie | The musician | James Down        |

### Televisión
| Año  | Título                    | Papel         | Director                           |
| ---- | ------------------------- | ------------- | ---------------------------------- |
| 2011 | Josephine, Guardian Angel | Bilal Bouazid | Serie de TV; 1 episodio            |
| 2020 | Amours solitaires         | Simon         | Serie de internet, 1 episodio      |
| 2021 | Hanna                     | Abbas Naziri  | Serie de TV, season 3, 5 episodios |

## Teatro
| Año  | Título               | Papel               | Notas                   | Ref.  |
| ---- | -------------------- | ------------------- | ----------------------- | ----- |
| 2014 | César et Rosalie     | Anne-Marie Philippe | Théâtre des déchargeurs | [ 5 ] |
| 2016 | Requiem Pour de Faux | Claire Fontecave    |                         | [ 5 ] |